# Гавреневы
Гавреневы (Гавренёвы) — русские дворянские роды.
Род Гавреневых нового происхождения внесён в III часть родословных книг Московской и Тверской губерний.

## История рода
Древний род Гавреневых происходит от Ивана Ивановича Гавренева, бывшего стольником при великом князе Василии Дмитриевиче, женатом на Ксении Васильевне Кожиной, сестре святого Макария Калязинского. Сын их, Павел, в иноках Паисий, (г/р около 1399-    †1506) основал Покровский монастырь на Волге, близ Углича, где был игуменом, причтён Православною церковью к лику преподобных.
Степан и Иван Михайловичи вёрстаны новичным окладом по Кашире (1622). Иван Афанасьевич Гавренев (†1662) был при Михаиле Фёдоровиче думным дьяком, а при Алексее Михайловиче думным дворянином и окольничим (1654). Степан Михайлович Гавренёв воевода в Ряжске (1632-1634). Московский дворянин Иван Михайлович воевода в Козьмодемьянске (1634).
Этот род угас во второй половине XVIII века.